# NGC 2595
NGC 2595 é uma galáxia espiral barrada (SBc) localizada na direcção da constelação de Cancer. Possui uma declinação de +21° 28' 46" e uma ascensão recta de 8 horas, 27 minutos e 41,9 segundos.
A galáxia NGC 2595 foi descoberta em 11 de Janeiro de 1787 por William Herschel.